# Spalding United FC
Spalding United FC (celým názvem: Spalding United Football Club) je anglický fotbalový klub, který sídlí ve městě Spalding v nemetropolitním hrabství Lincolnshire. Založen byl v roce 1921. Od sezóny 2018/19 hraje v Northern Premier League Division One East (8. nejvyšší soutěž). Klubové barvy jsou modrá a bílá.
Své domácí zápasy odehrává na stadionu Sir Halley Stewart Field s kapacitou 3 500 diváků.

## Získané trofeje
- Lincolnshire Senior Cup ( 1× )
  - 1952/53

## Úspěchy v domácích pohárech
Zdroj: 
- FA Cup
  - 1. kolo: 1957/58, 1964/65
- FA Trophy
  - 3. kolo: 1999/00
- FA Vase
  - Čtvrtfinále: 1989/90, 1996/97

## Umístění v jednotlivých sezonách
Stručný přehled
Zdroj: 
- 1946–1950: United Counties League
- 1950–1955: United Counties League (Division One)
- 1955–1960: Eastern Counties League
- 1961–1968: Midland Football League
- 1968–1972: United Counties League (Division One)
- 1972–1978: United Counties League (Premier Division)
- 1978–1982: Midland Football League (Premier Division)
- 1982–1986: Northern Counties East League (Premier Division)
- 1986–1988: United Counties League (Premier Division)
- 1988–1991: Southern Football League (Midland Division)
- 1991–1999: United Counties League (Premier Division)
- 1999–2003: Southern Football League (Eastern Division)
- 2003–2004: United Counties League (Premier Division)
- 2004–2006: Northern Premier League (Division One)
- 2006–2007: Southern Football League (Division One Midlands)
- 2007–2011: Northern Premier League (Division One South)
- 2011–2014: United Counties League (Premier Division)
- 2014–2018: Northern Premier League (Division One South)
- 2018– : Northern Premier League (Division One East)

Jednotlivé ročníky
Zdroj: 
Legenda: Z – zápasy, V – výhry, R – remízy, P – porážky, VG – vstřelené góly, OG – obdržené góly, +/- – rozdíl skóre, B – body, červené podbarvení – sestup, zelené podbarvení – postup, fialové podbarvení – reorganizace, změna skupiny či soutěže
| Sezóny  | Liga                                         | Úroveň | Z  | V  | R  | P  | VG  | OG  | +/-  | B  | Pozice |
| ------- | -------------------------------------------- | ------ | -- | -- | -- | -- | --- | --- | ---- | -- | ------ |
| 2009/10 | Northern Premier League (Division One South) | 8      | 42 | 5  | 5  | 32 | 33  | 111 | -78  | 20 | 21.    |
| 2010/11 | Northern Premier League (Division One South) | 8      | 42 | 3  | 7  | 32 | 33  | 127 | -94  | 16 | 22.    |
| 2011/12 | United Counties League (Premier Division)    | 9      | 40 | 13 | 11 | 16 | 69  | 79  | -10  | 50 | 13.    |
| 2012/13 | United Counties League (Premier Division)    | 9      | 40 | 29 | 5  | 6  | 117 | 48  | +69  | 89 | 3.     |
| 2013/14 | United Counties League (Premier Division)    | 9      | 36 | 32 | 1  | 3  | 122 | 22  | +100 | 97 | 1.     |
| 2014/15 | Northern Premier League (Division One South) | 8      | 42 | 23 | 10 | 9  | 84  | 41  | +43  | 79 | 7.     |
| 2015/16 | Northern Premier League (Division One South) | 8      | 42 | 14 | 14 | 14 | 52  | 54  | -2   | 56 | 12.    |
| 2016/17 | Northern Premier League (Division One South) | 8      | 42 | 24 | 7  | 11 | 74  | 42  | +32  | 79 | 3.     |
| 2017/18 | Northern Premier League (Division One South) | 8      | 42 | 14 | 8  | 20 | 52  | 62  | -10  | 50 | 13.    |
| 2018/19 | Northern Premier League (Division One East)  | 8      | 38 |    |    |    |     |     |      |    |        |